# 岡田宏
岡田 宏（おかだ ひろし、1930年2月10日 - 2019年11月29日）は、日本の公団理事。

## 来歴・人物
東京都出身。1953年に東京大学工学部土木工学科を卒業し、同年に日本国有鉄道に入社。1983年12月に常務理事に就任し、1986年12月に技師長、1987年10月に日本鉄道建設公団副総裁を経て、1989年67から1992年5月までに総裁を務めた。1992年7月にさくら銀行顧問、1993年7月に海外鉄道技術協力協会理事長を歴任した。
2000年4月に勲二等瑞宝章を受章した。
2013年11月29日に死去。89歳没。